# Disporum nantouense
Disporum nantouense là một loài thực vật có hoa trong họ Măng tây. Loài này được S.S.Ying mô tả khoa học đầu tiên năm 1990.